# Juan González de la Pezuela y Ceballos
Juan Manuel González de la Pezuela y Ceballos I° Conde de Cheste (Lima, 16 maggio 1809 – Madrid, 1º novembre 1906) è stato un nobile, politico, scrittore poeta spagnolo, fedele a Isabella II, più volte ministro del Regno ed intellettuale di notevole livello. Patrocinò il ritorno degli studi su Dante Alighieri in Spagna traducendone il capolavoro.

## Biografia
Juan Manuel nacque nel 1809. Suo padre era il tenente generale Joaquín de la Pezuela, viceré del Perù e 1º marchese de Viluma. Essendo il secondo figlio di un nobile e militare decise di intraprendere la carriera militare. Giunse il tempo di dimostrare il suo valore durante la Prima Guerra Carlista, dove tenne una prestazione eccezionale al servizio di Maria Cristina, reggente per conto della figlia Isabella II, distinguendosi nella battaglia di Cheste. La gloria militare gli permette di entrare in politica legandosi al Partido Moderado. Fu eletto deputato nel 1843. Nel 1846 fu ministro della Marina e nel 1848 ritorna alla carriera militare occupando il ruolo di capitano generale di Madrid. Più tardi si reca in America dove occupa l'incarico di governatore di Porto Rico dal 1848 al 1851. Lì impose l'odiato Régimen de la Libreta, che era una schiavitù segreta per gli abitanti dell'Isola, costringendoli a lavorare nelle fattorie gratuitamente o con una cattiva retribuzione. I braccianti dovevano portare con sé un libretto che mostrava il loro lavoro. Fu più tardi governatore di Cuba dal 1853 al 1855. Ritorna nella penisola iberica per farsi carico della capitaneria generale della Catalogna, incarico che occupa durante la rivoluzione del 1868, durante la quale difende i diritti di Isabella II. Durante il regno di Amedeo di Savoia e la Prima Repubblica scelse la via dell'esilio, non recuperando parte del suo prestigio fino alla restaurazione borbonica con Alfonso XII, durante la quale si oppose al crescente liberalismo. Decorato di numerosi ordini (tra cui l'agognato Ordine del Toson d'oro), morì nel 1906.

## Uomo di cultura
- Come poeta e scrittore si può includere nel romanticismo (El cerco de Zamora, poesia; Las gracias de la vejez, commedia[1])
- Durante il suo governo a Porto Rico fu il promotore della Real Academia de las Buenas Letras[4].
- Fu membro della Real Academia de la Lengua dal 1847 al 1906, istituzione che presiedette dal 1873 fino alla sua morte[4].
- La sua traduzione della Divina Commedia di Dante, elaborata in endecasillibi raggruppati in terza rima, seguendo il modello metrico e ritmico dell'originale toscano, è una versione classica, rendendola una delle poche traduzioni in spagnolo nella metrica originale.
- Oltre a Dante tradusse anche il Tasso della Gerusalemme Liberata; l'Ariosto de L'Orlando Furioso e Las Lusíadas di Luis de Camões[1].

## Matrimonio e discendenza
Contrasse matrimonio con l'illustre dama Doña Javiera de Ayala y Urbina. Da quest'unione nacquero:
- Doña Isabel de la Pezuela y Ayala (1811-1899), che contrasse matrimonio nel 1875 col cugino di primo grado il Brigadiere di Cavalleria e laureato di San Fernando Don Rafael de Ceballos-Escalera y Pezuela (1830-1888), figlio del generale sostenitore della regina Isabella Rafael de Ceballos-Escalera e fratello del Marqués de Miranda de Ebro. Da quest'unione nacquero tre figli:
  - Carmen de Ceballos-Escalera y Pezuela   (1879-1929). Senza discendenza
  - Javier de Ceballos-Escalera y Pezuela (1889-1922). Senza discendenza
  - Juan de Ceballos-Escalera y Pezuela (1883-1923) III Conte de Cheste, Grande de España y III Marchese de la Pezuela. Senza discendenza.
- Don Gonzalo de la Pezuela y Ayala II Visconde de Ayala e Tenente Colonnello di Cavallería (1841-1900), sposato nel 1868 con Mariana de Sarria Albis. Senza discendenza.
- Don Rafael de la Pezuela y Ayala II Conde de Cheste y Comandante de Artillería (1842-1916), sposato nel 1868 con Francisca Roget y Pujadas. Da quest'unione nacque un figlio:
  - Javier de la Pezuela y Roget III Visconte de Ayala y pintor (1873-1906). Senza discendenza.